# BMW R 90 S
La BMW R 90 S est une moto sportive de 900 cm3 produite par BMW de 1973 à 1976. BMW commanda au designer Hans Muth de superviser la création de la R 90 S, qui devint le produit phare de la gamme boxer /6. Avec une peinture bicolore sportive distincte, un mini carénage et une nouvelle boucle arrière, la R 90 S était destinée à faire oublier l'image terne et utilitaire des motos BMW.
Les 67 ch de la R 90 S permettaient une vitesse de pointe de quasiment 200 km/h, elle effectuait le quart de mile autour de 13,5 s et le 0 à 100 km/h était effectué en 4,8 s. Le couple maximal était délivré à 5 500 tr/min et la zone rouge se situait à 7 200 tr/min.

## Conception et développement
La R 90 S et ses dérivés moins puissants R 90/6, R 75/6 et R 60/6, ont été produits de 1973 à 1976 et ont succédé à la série /5 (R 50/5, R 60/5 et R 75/5). Avec un peu moins de 200 km/h, la R 90 S était l'une des motos les plus rapides au monde. Cela venait des efforts de BMW pour défier les motos plus puissantes de la concurrence (Norton Commando, Moto Guzzi V7, Laverda 1000, Kawasaki Z1, Honda CB 750 Four et Harley-Davidson 1000).
Au même moment, BMW produisait également des modèles moins sportifs, comme la R 75/6 (37 kW), équivalents en ce qui concerne les équipements et le cadre de la R 90 S et qui succédait à la R 75/5 ainsi que le modèle R 60/6 (30 kW) qui succédait à la R 60/5. Il n'existait pas de modèle 500 cm3 successeur direct de la R 50/5 de 24 kW.

## Présentation technique

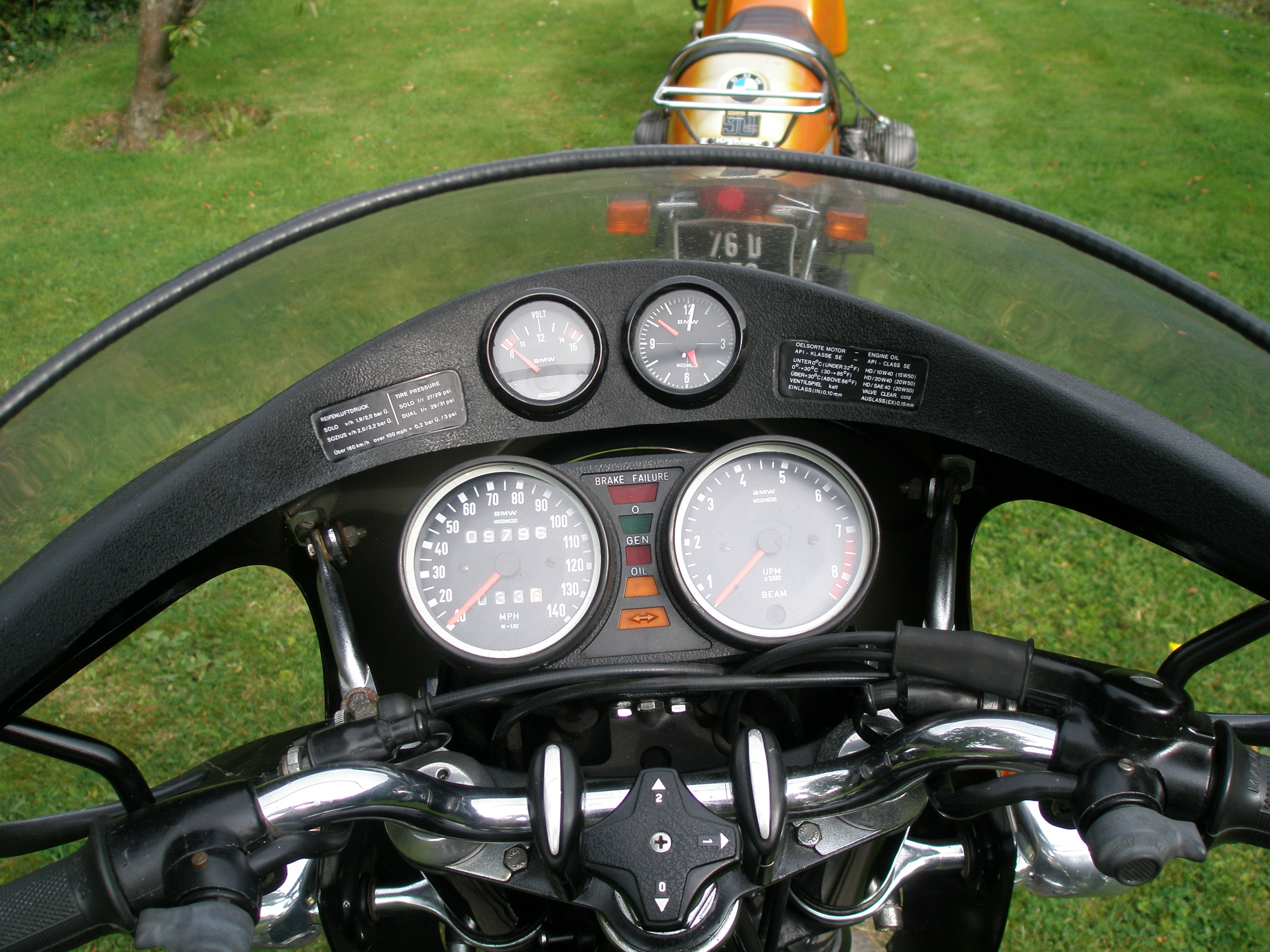
Tableau de bord de la R 90 S.

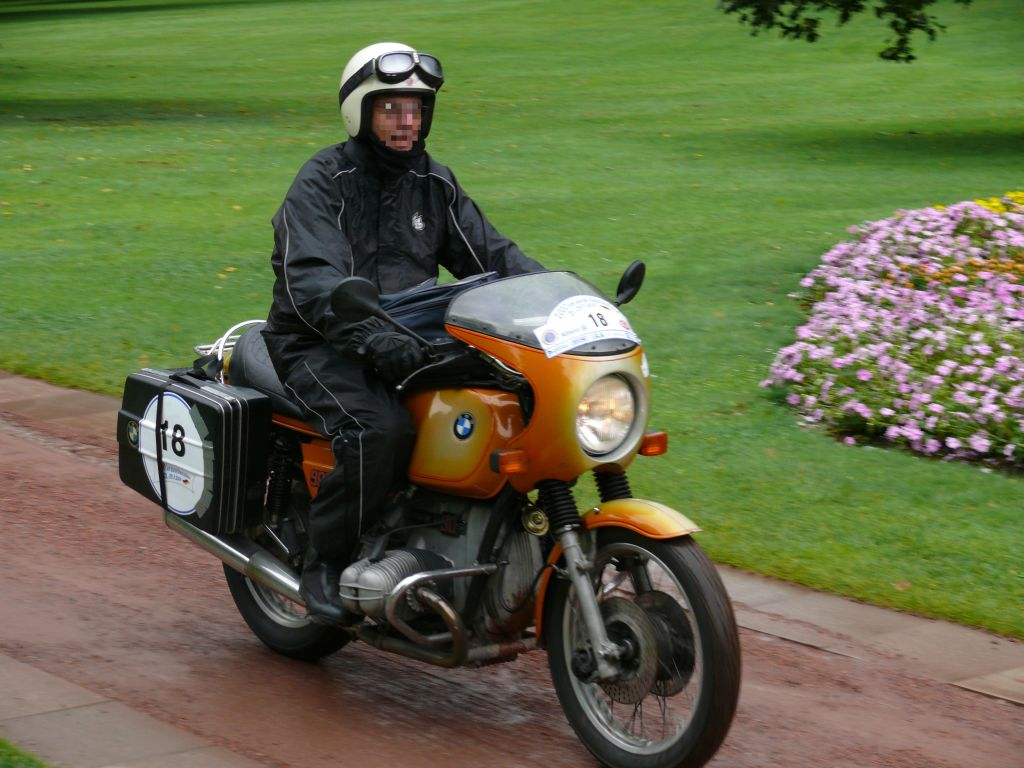
R 90 S équipée de sacoches.

Le moteur type 247 de la R 90 S était un flat-twin boxer refroidi par air à soupapes en tête avec deux soupapes par cylindre. Le moteur s'inspire étroitement de celui de la R75/5, avec la même course mais avec un plus grand alésage, pour donner une cylindrée de 898 cm3. La R 90 S pesait 215 kg avec une boite cinq vitesses et un arbre de transmission.
Les premiers modèles avaient une peinture bicolore « Noir/Argent fumé » avec des liserés dorés adhésifs. Les commentaires négatifs de clients engagèrent BMW à revenir à des rayures peintes à la main. Plus tard, les R90S furent également disponibles en deux tons « Daytona Orange » avec des motifs de rouges. La R 90 S reçut une mise à jour de la selle, avec un petit carénage en queue de canard qui (en plus d'un espace à outils sous la selle) fournissait un petit espace de rangement étanche. L'équipement standard incluait une trousse à outils complète, une pompe manuelle, une trousse de premiers soins et une petite serviette de main avec un logo BMW brodé.
La R 90 S avait un mini carénage qui abritait deux compteurs analogiques : une horloge et un voltmètre. Son alternateur de 238 W fut plus tard remplacé par un modèle de 250 W. Un réglage hydraulique de l'amortisseur de direction pouvait être effectué manuellement via une molette sur la tête de direction. À l'avant on trouvait une fourche télescopique et des amortisseurs double à l'arrière réglables en précharge (l'unique réglage de suspension disponible). Alors que d'autres boxer BMW avaient des carburateurs Bing à vitesse constante, la R90S était équipée de carburateurs à pompe Dell'Orto. Le moteur de la R 90 S avait un taux de compression de 9,5:1, à comparer aux 9:1 de la R 90/6 moins sportive.
Les roues en alliage étaient rayonnées avec des pneus à chambre à air. Le frein avant était muni de deux disques de 230 mm et d’étriers ATE ; le frein arrière était un tambour SLS de 200 mm. Les freins avant de la série R 90 S et des autres BMW /6 avaient un système inhabituel avec un maître-cylindre placé sur le tube du cadre supérieur activé par un câble relié au levier de frein. Ce montage était censé protéger le maître-cylindre en cas d'accident. Plus tard, les machines de la série /7 ont adopté un maître-cylindre Brembo classique monté sur le guidon.
Il y eut trois séries de la R 90 S :
- modèles 1974 : septembre 1973 à août 1974 (6 058 unités) ;
- modèles 1975 : juin 1974 à septembre 1975 (6 413 unités). Vilebrequin renforcé avec un nouveau palier principal pour éviter sa flexion ;
- modèles 1976 : août 1975 à juin 1976 (4 984 unités). Les carters moteur sont améliorés en prévision de la prochaine R 100 S.

D'autres différences distinguent les trois séries :
- après la première série les disques de frein ont été percés ;
- la première série a conservé le levier de démarrage des séries /5 ;
- l'axe avant de 17 mm de diamètre  de la dernière série était plus résistant que le premier de 14 mm ;
- la R 90 S d'origine comportait le sélecteur de vitesse des séries /5, mais il a été remplacé en 1975 par un nouveau modèle non standard impopulaire ;
- le reniflard de carter de moteur était un élément à disque et ressort phénolique qui émettait un bruit de « claquement » lorsque le reniflard fonctionnait. Le reniflard de la série /7 modifié était un modèle à soupape à clapet pouvant être installé ultérieurement sur les modèles /6 pour remplacer leurs reniflards bruyants.

## Production

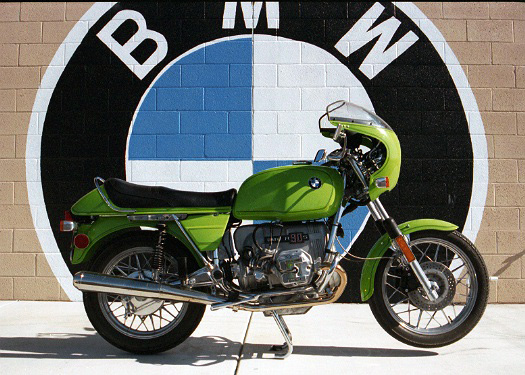
Un petit nombre de R 90 S, comme celle-ci, ont été équipés d'une culasse Krauser à quatre soupapes offrant plus de puissance.

De 1973 à 1976, 17 455 R 90 S ont été vendues. La R 90 S a été remplacée en 1977 par la R 100 S qui conservait le mini carénage avec la peinture fumée mais avec une cylindrée augmentée à 1 000 cm3. La R 100 S est revenue aux carburateurs Bing CV de 40 mm. Le modèle phare de BMW fut la R 100 RS, qui arborait maintenant un carénage complet.
Parmi les autres variantes d'usine, on trouve aussi la R 100 CS de 1983-1984. La R 90 S avait toujours des couvercles de soupapes « ronds » du type /5 mais la R 100 CS avait des couvercles de soupapes « carrés » peints en noir. Les autres motos de la gamme BMW /6 étaient les nouvelles R 90/6, R 75/6 et R 60/6. La 500 cm3 R 50/5 a été abandonnée et aucune version R 50/6 ne fut produite.

## Héritage
Les R 850 R et R 1100 R à moteur R259 oilhead arboraient le même schéma de peinture gris fumée à deux tons en hommage à la palette de couleurs BMW « superbike » originale.
Deux R 90 S se sont classées à la première et deuxième place lors de la toute première course AMA Superbike sur le circuit du Daytona International Speedway en 1976. Steve McLaughlin était premier et Reg Pridmore arriva à la deuxième place. La moto qui gagna l'épreuve est maintenant dans la collection BMW Mobil Tradition.
Le premier championnat AMA Superbike fut remporté en 1976 par Reg Pridmore sur une R 90 S.

## Culture populaire
Dans la bande dessinée Joe Bar Team, Georges le Gendarme, dit Gégé, roule sur une R 90 S très modifiée pour appréhender l'équipe. Sa moto (la J.B.T. Interceptor) se révèle plus efficace que celle des autres motards.
Dans une nouvelle de Roald Dahl intitulée The fingermonger (traduction libre L'artiste digital), Dahl (ex-pilote de chasse de la RAF) se met en scène avec humour en automobiliste très fier de son nouveau coupé sport BMW 635 CsI. Il a embarqué un autostopeur très particulier, le prince des pickpockets qui se rend sur l'hippodrome d'Epsom où il compte exercer sa coupable industrie au détriment des riches parieurs. Bavard et amateur de paris, il « embrouille » Dahl et le convainc de pousser à fond sa puissante voiture sur une ligne droite en lui pariant qu'il n'atteindra pas les 200 km/h. Le narrateur met pied au plancher mais est vite rattrapé par un motard de la police qui lui dresse une contravention salée pour excès de vitesse. Reparti à une allure plus raisonnable après cet incident, il déclare à son passager : « Je ne savais pas que les policiers avaient des motos si rapides », à quoi son passager lui répond : « même marque que votre voiture, une BMW R90 S ». Dahl commence à se maudire d'avoir parié mais son passager l'interrompt bien vite en lui rendant son permis et le carnet de contraventions du motard en déclarant que « c'était le job le plus facile de sa vie ».